# 上坪正徳
上坪 正徳（かみつぼ まさのり、1940年11月3日 - 2024年8月23日）は、日本の英文学者、中央大学名誉教授。

## 略歴
鹿児島県出身。東京大学文学部英文科卒、1968年同大学院修士課程修了、中央大学法学部助教授、教授、2011年定年、名誉教授。

## 著書
- 『キーツのシェイクスピア 談話会』中央大学人文科学研究所 人文研ブックレット 2012

### 翻訳
- L.M.モンゴメリ『アンの村の日々』鈴木通画 篠崎書林 1977
- L.M.モンゴメリ『続・アンの村の日々』山田芳子共訳 鈴木通画 篠崎書林 1979
- スーザン・ハーバート『猫のシェイクスピア劇場』グラフィック社 1996
- スーザン・ハーバート『猫の名画物語』グラフィック社 1996
- 『十七世紀英詩の鉱脈 珠玉を発掘する』秋山嘉,兼武道子,笹川浩,安斎恵子,石原直美,海老根宏,金子雄司, 坂川雅子, 清水ちか子,土屋繁子,森松健介共訳 中央大学出版部 中央大学人文科学研究所翻訳叢書 2015

## 論文
- <上坪正徳